# Hugo Aufderbeck

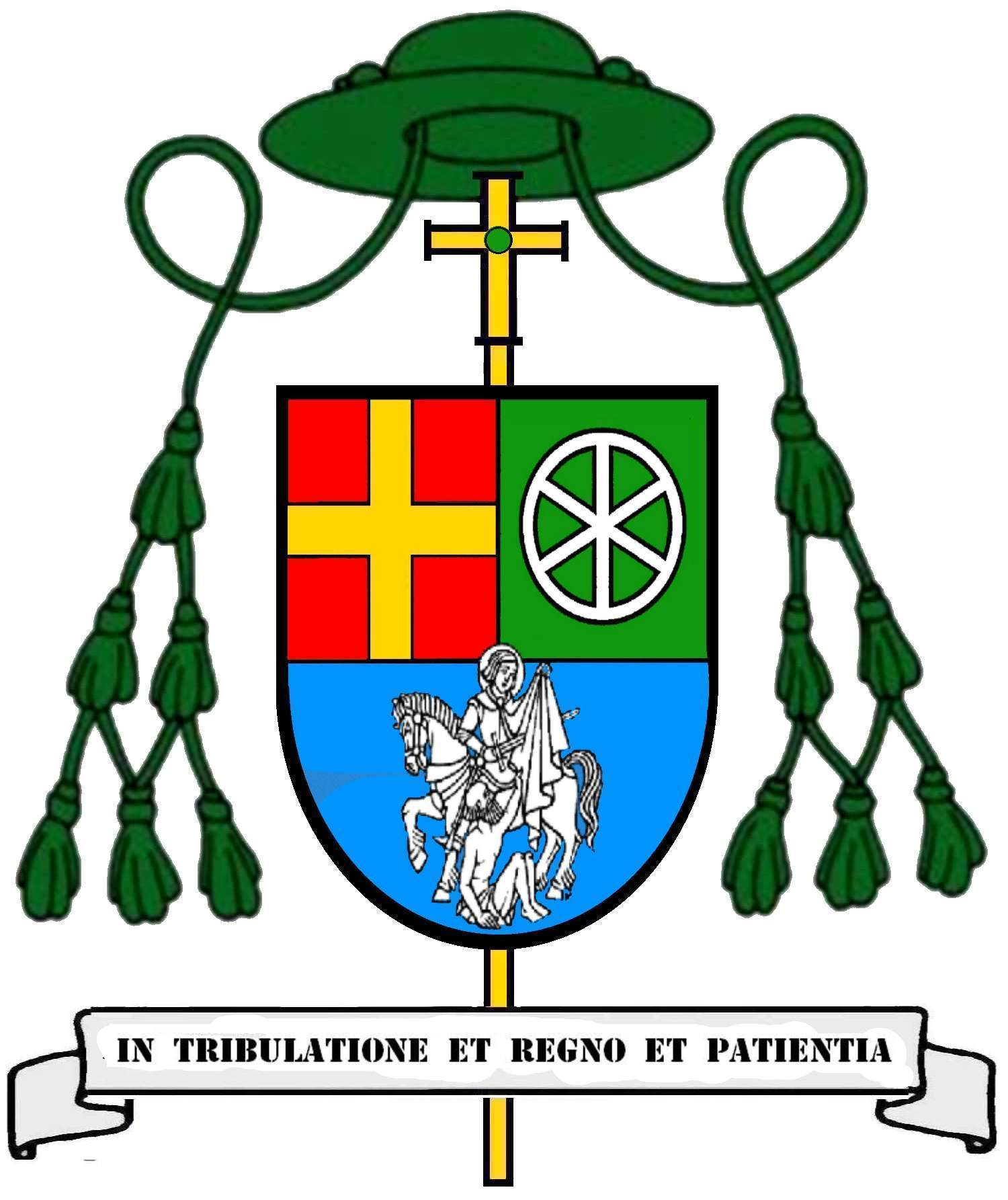
Hugo Aufderbeck

Hugo Aufderbeck (23. března 1909 Hellefeld – 17. ledna 1981 Erfurt) byl římskokatolický teolog, biskup a apoštolský administrátor v Erfurtu-Meiningenu.
Vysvěcen na kněze byl v roce 1936 v Paderbornu, v roce 1962 byl papežem Janem XXIII. jmenován pomocným biskupem fuldské diecéze.
Dne 21. října 1978 vysvětil na kněze Tomáše Halíka.